# Skolta Esperanto-Ligo
La Skolta Esperanto-Ligo (SEL, Liga de Scouts y Guías Esperantistas) es la unión internacional de Scouts y Guías que hablan el idioma esperanto. Es una Asociación neutral frente a todos los puntos de vista. Los miembros de la SEL provienen de los cuatro puntos cardinales y de todas las asociaciones guías y scouts, y en numerosos países hay representantes y secciones de la Liga. La Asociación publica regularmente una revista en Esperanto: La skolta mondo, busca promover la correspondencia en Esperanto entre Scouts, y organiza reuniones y campamentos internacionales, o participa en puntos concretos del programa de los Jamborees.

## Baden Powell y el Esperanto
El 3º Congreso Internacional de Esperanto tuvo lugar en Cambridge, en 1907. Es posible que Baden Powell hubiese tenido conocimiento de ello. Después del primer campamento Scout, que tuvo lugar precisamente en 1907, Sir William Smith, el fundador de la Boy’s Brigade, le pidió a Baden Powell que escribiera el texto que sería llamado "Scouting for Boys", y que trata de la manera como el Scouting podía adaptarse a los jóvenes. El escrito apareció en forma de 6 pequeños folletos, publicados cada 15 días. El primero de la serie vio la luz el 15 de enero de 1908, y la serie tuvo tanto éxito, que en mayo del mismo año se la editó como libro. En el cuadernillo tercero Baden Powell le aconseja a los Scouts recurrir a la lengua internacional Esperanto como “lengua secreta de la patrulla”. El pasaje no apareció en las siguientes ediciones. Veamos lo que podía leerse en la página 202 de Scouting for Boys, en su versión original:

"Si desean para su patrulla un lenguaje secreto, hagan el esfuerzo de aprender Esperanto. No es difícil, y lo enseñan en un pequeño libro que cuesta 10 peniques. Este lenguaje se utiliza en todos los países, de modo que podrán utilizarlo en todas partes."

El hecho de que Baden Powell haya mencionado el Esperanto en Scouting for Boys es bien interesante. Hace pensar que estimaba el Esperanto, y que había hablado de ello con su esposa, la Sra. Olave Baden Powell. En efecto, después de su muerte, mucho más tarde, en 1950, en una carta a la Dra. Lydia De Vilbis, la Sra. Baden Powell escribía: 

“He pensado con frecuencia que sería magnífico que la Sra. Roosevelt pudiera convencer a los Estados Unidos de que hicieran aceptar el Esperanto en todo el mundo, y hacerlo introducir en los programas de todas las escuelas y organizaciones. Esto tendría la máxima importancia para el mundo, y sobre todo sería muy útil para la comprensión entre los pueblos que se hallan tan divididos a causa de la diversidad de lenguas”. 

Eleonor Roosevelt era la esposa del Presidente de los Estados Unidos, Franklin D. Roosevelt, y en el momento de esta correspondencia epistolar presidía el Comité de los Derechos Humanos en la ONU. Esto tal vez contribuyó a preparar el terreno para las recomendaciones a favor del Esperanto que proclamó la Unesco en los años 1954 y 1985.

## Historia de la SEL

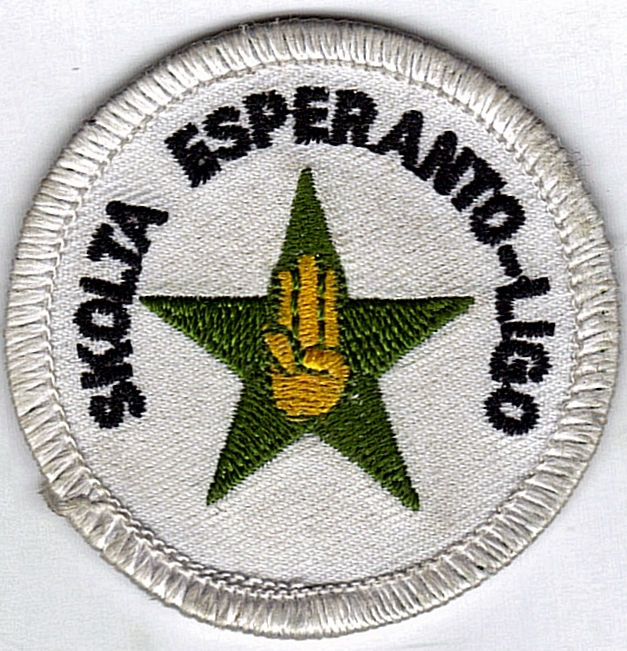
Insignia de Skolta Esperanto Ligo (Liga de Scouts Esperantistas).

Después del primer Campamento Scout en 1907, comenzaron a aparecer por todo el mundo grupos locales de Scouts. Para permitirles a los jóvenes una verdadera experiencia de fraternidad internacional, Alexander William Thompson, un Jefe de Tropa inglés, tuvo la idea, en 1918, en un campo de batalla francés, de fundar una organización esperantista Scout mundial, con el propósito de favorecer la amistad internacional y el intercambio de servicios. Para remediar los problemas lingüísticos, recomendó el Esperanto como medio de comunicación internacional. El mismo año se fundó la Liga de Scouts Esperantistas, que fue la primera organización Scout internacional. No sabemos gran cosa de lo que Baden Powell pensaba del Esperanto (ver arriba), pero le complacía mucho la idea de una organización Scout internacional. Dos años más tarde, en 1920, se fundó la Oficina Scout Mundial, sin que utilizara nunca el Esperanto, sin duda porque el mismo Baden Powell no lo hablaba. A. W. Thompson fue su presidente, y su hermano, K. Graham Thompson, el secretario ad honorem de la Liga de Scouts Esperantistas. Poco después Norman Booth, otro Jefe de Tropa británico, vino a ser el Secretario General ad honorem y trabajó esforzadamente con el Tesorero de la Asociación, D. J. David, para organizar la SEL. La Asociación organizó campamentos Scouts internacionales para lograr sus objetivos y poner en práctica el uso del Esperanto en el Escultismo: en 1922 en Holanda, en 1923 en Bélgica, en 1924 en Dinamarca, en 1925 en España, en 1926 en Checoslovaquia (donde la radio en Praga divulgó programas a propósito del Escultismo en Esperanto), en 1927 en España, en 1928 en Bélgica, en 1929 en un Jamboree en Inglaterra, en 1930 en Holanda (campamento en el que participó uno de los miembros de la SEL, Harold Wilson, quien sería primer ministro británico de 1964 a 1970 y de 1974 a 1976). Casi 100 Scouts que hablaban Esperanto llegaron de 18 países, entre ellos de la India y el Japón, y participaron en el Jamboree de 1929 en Birkenhead.
A partir de 1929 cabe señalar el compromiso importante del representante húngaro Pál Balkçanyi. En 1931 el campamento de la SEL fue invitado oficialmente a trasladarse a Hungría por la Asociación Scout Húngara, que fue la primera en reconocer oficialmente a la SEL, al mismo tiempo que la Liga de Scouts de Bélgica, seguida por la Asociación de Scouts de Letonia y los Scouts Católicos de Eslovaquia. En Budapest, en la propiedad Scout que acogió el campamento, puede verse aun hoy un pequeño monumento en mármol en memoria de ese campamento de la SEL. También en 1931 se fundó en Irlanda el primer club Scout de Esperanto, llamado “El club de san Patricio”.En septiembre de 1932, el periódico The catholic Scout (El Scout católico) comenzó a publicar una serie de lecciones de Esperanto. El mismo mes muchas Guías empezaron a estudiar Esperanto y fundaron la “sección de Guías esperantistas”. En octubre de 1932 fueron los Scouts irlandeses quienes comenzaron a aprender el Esperanto, y fundaron el primer club Scout de Esperanto en noviembre del mismo año llamado “Club de San Agustín”. En 1933, The catholic Scout comenzó a imprimir artículos en Esperanto, y el mismo año la administración Scout irlandesa anunció que el Esperanto se reconocía como una de las lenguas por las cuales se podía recibir la insignia de intérprete. En esa época un joven esperantista, Sean Mullarney, fue nombrado oficialmente encargado de asuntos esperantistas, y ayudó mucho al movimiento Scout esperantista.
El Jamboree de 1933 (del 1al 15 de agosto) en Gödöllő, cerca de Budapest, mostró importantes avances. Por primera vez el Esperanto fue adoptado como tercera lengua, y apareció oficialmente en el Programa del Jamboree, en libros de bolsillo, en los periódicos Scouts cotidianos y en algunos mapas donde se indicaban los lugares de reunión para los Scouts esperantistas. A la reunión de la SEL en ese Jamboree asistieron 170 Scouts, y se contaron no menos de 200 Scouts esperantistas provenientes de 24 países, es decir, el 1% de todos los participantes. En algunas delegaciones nacionales (Checoslovaquia, Francia, Noruega, Japón, Portugal, España y Trinidad) el porcentaje de esperantistas superaba el 10%. Casi todos los días se daban por la radio saludos en Esperanto o mensajes sobre el Esperanto, y el 10 de agosto el representante noruego de la SEL habló durante 5 minutos en Esperanto por la radio. Tres veces en el programa de las grandes veladas, y algunas veces en el programa teatral, se entonaron canciones en Esperanto. En 1934 el Centro Scout Católico Eslovaco acogió el 22º campamento de la SEL en Banska Bystrica en Eslovaquia. El campamento se llevó a cabo al mismo tiempo que un campamento eslovaco, entre el 16 y el 31 de julio. Participaron en total Scouts provenientes de 9 naciones diferentes. A pesar de que los participantes del 4º Jamboree de Gödölö (Hungría 1933) habían decidido adoptar el Esperanto como tercera lengua, aparecieron obstáculos a su desarrollo entre 1937 y 1957 entre las instancias directivas del Movimiento Scout. La Oficina Mundial del Escultismo buscaba justificar su posición diciendo que el Esperanto “no tenía gran valor”. Esta decisión no fue anulada sino en 1964, cuando el Comité Internacional Scout declaró en su reunión en Luxemburgo:
“El Esperanto ha demostrado con éxito su utilidad en muchos ambientes y situaciones, y algunas Asociaciones Nacionales han autorizado ya la obtención de la insignia de intérprete por su conocimiento”.
Fue finalmente en tierra angloparlante, con ocasión del Jamboree que tuvo lugar en Gran Bretaña en 1968, donde el Esperanto fue acogido como lengua válida, sin ningún problema. La SEL ha publicado también un cierto número de obras, entre las cuales cabe citar:
- 1969: Ĵamborea Lingvo, libro Scout para el aprendizaje del Esperanto, escrito por Ko Hammer, con la ayuda de J. Le Couteur y otros. El libro, escrito en Esperanto, permite a los Scouts aprender la lengua sin pasar por su lengua materna.

- 1974: Skolta kaj Tenduma Terminaro, escrito por Ko Hammer. Diccionario de términos Scouts y de términos útiles en el campamento.

- 1975: Pli Vastaj Horizontoj, manual sobre el Escultismo internacional, escrito en colaboración por cerca de 40 miembros de la SEL. El folleto fue editado en árabe, alemán, inglés, francés, japonés, holandés, noruego, y español.

## Objetivos
La Asociación tiene los siguientes objetivos:
- Dar a conocer los ideales Scout mediante el Esperanto.
- Difundir el Esperanto entre los Scouts de todos los países.
- Promover la publicación de literatura Scout en Esperanto.
- Reforzar los sentimientos de fraternidad, comunes a los dos movimientos, entre los jóvenes provenientes de los diversos países.

## Eventos recientes
- En 2004 el Comité Central de la organización del JOTI, Jamboree en línea que tiene lugar todos los años durante la tercera semana de octubre, aceptó el Esperanto como una de las lenguas de su sitio de Internet.
- En 2005 la SEL dispuso de un stand en el 12º Jamboree Panamericano que se llevó a cabo en San Rafael, Argentina.
- En julio de 2007 se llevó a cabo en Bjalystok, Polonia, un campamento en el que el Esperanto fue lengua oficial junto al inglés y el polaco. Este campamento fue organizado por la Asociación Scout Polaca.
- Durante el Jamboree Mundial Scout 2015, en Yamaguchi, Japón, la Liga conjuntamente con el Instituto Japonés de Esperanto mantuvieron un stand entregando información a más de 1 600 participantes del evento mundial.